# 布施田英生
布施田 英生（ふせだ ひでお、1967年〈昭和42年〉9月20日 - ）は、日本の総務技官。内閣官房内閣審議官、デジタル庁統括官を経て、総務省国際戦略局長。

## 人物・経歴
福井県福井市出身。1986年福井県立高志高等学校卒業。1990年電気通信大学電気通信学部卒業、郵政省入省。
1995年外務省在セネガル日本国大使館二等書記官。2000年国際電気通信連合事務総局長秘書官。2006年総務省情報流通行政局放送技術課企画官。2010年総務省総合通信基盤局電気通信事業部番号企画室長。
2011年総務省情報通信国際戦略局通信規格課長。2013年総務省総合通信基盤局電波部移動通信課長。2015年内閣府参事官（重要課題達成担当）（政策統括官（科学技術・イノベーション担当）付）、内閣府参事官（イノベーション戦略推進担当）（政策統括官（科学技術・イノベーション担当）付）。2017年総務省情報通信国際戦略局技術政策課長、総務省国際戦略局技術政策課長。2018年総務省総合通信基盤局電波部電波政策課長。2021年総務省九州総合通信局長。
2022年総務省大臣官房付、内閣官房内閣審議官（内閣官房副長官補付）、内閣官房デジタル田園都市国家構想実現会議事務局審議官。2023年総務省大臣官房付。同年デジタル庁統括官（省庁業務サービスグループグループ長）。2025年7月1日、総務省国際戦略局長。